# Indianapolis 500 1967

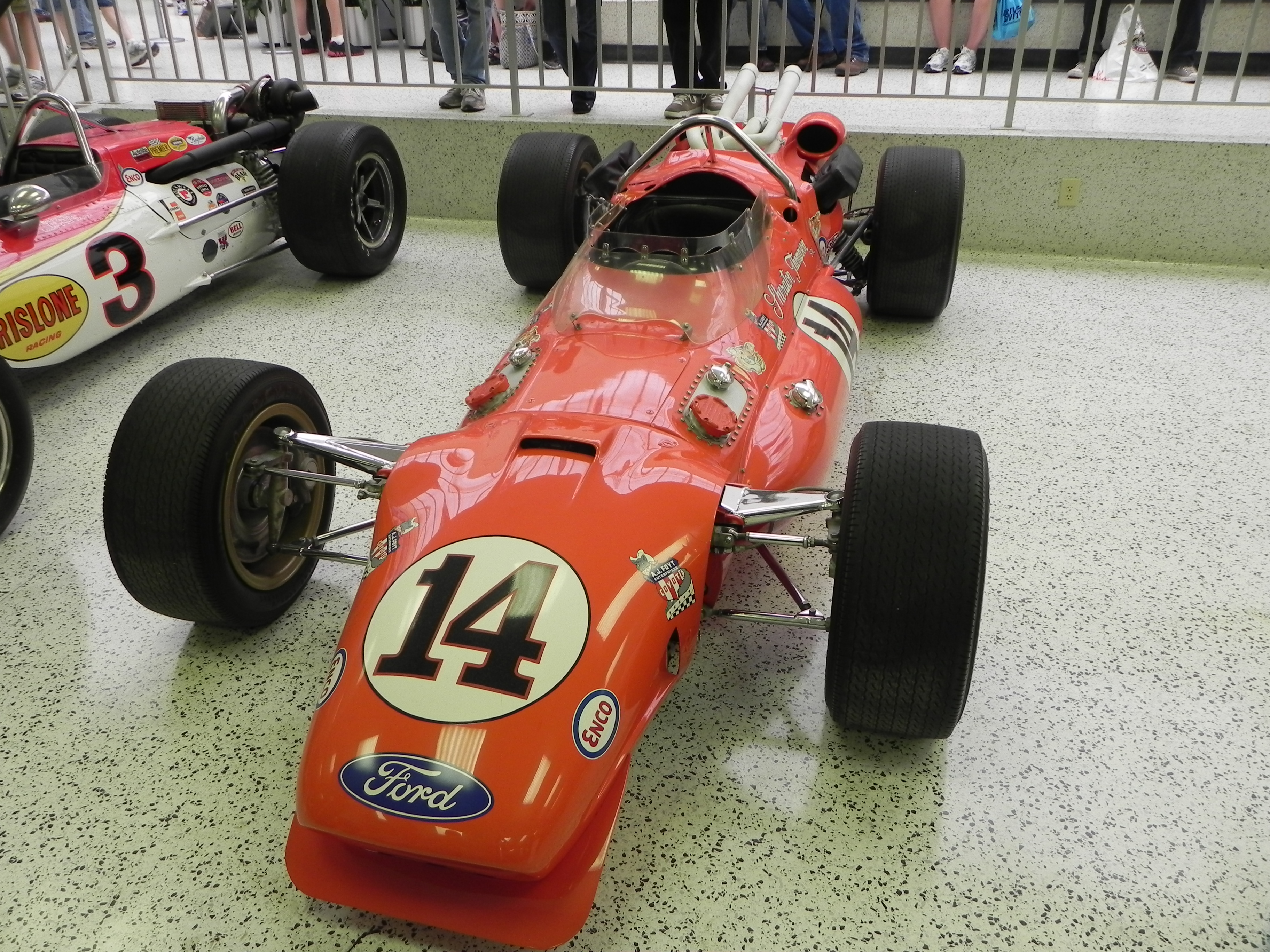
Lotus 34 gebrandet als Coyote, Siegerwagen von A. J. Foyt

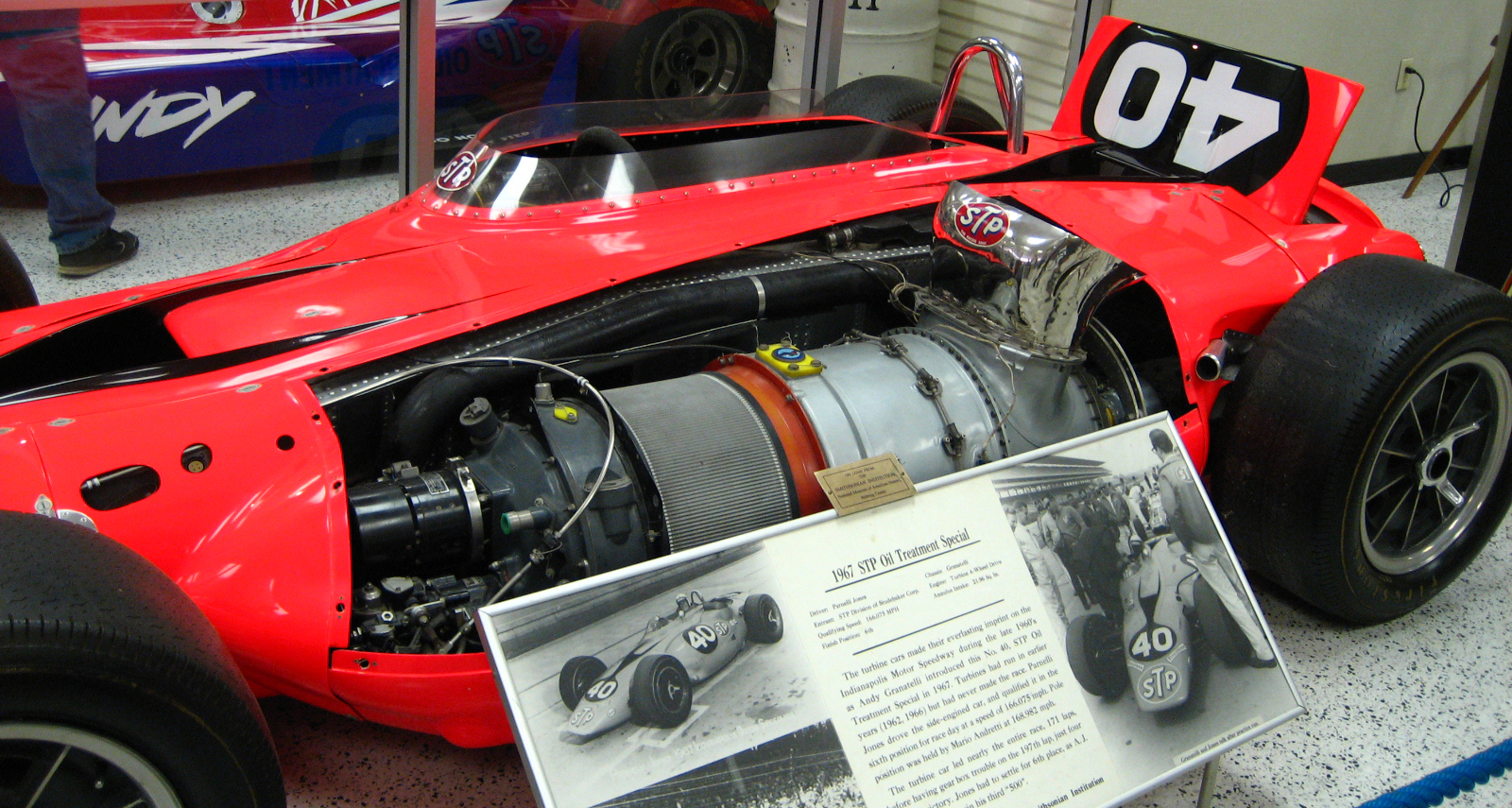
Lag bis drei Runden vor Rennende in Führung; der Gasturbinen-Rennwagen von Andy Granatelli mit Parnelli Jones am Steuer

Das 51. Indianapolis 500 (offiziell 51st 500 Mile International Sweepstakes) auf dem Indianapolis Motor Speedway fand am 30. und 31. Mai 1967 statt.

## Das Rennen
Das Rennen ging über eine Distanz von 200 Runden à 4,023 km, was einer Gesamtdistanz von 804,672 km entspricht. Aus der Pole-Position startete Mario Andretti (Dean Van Lines Racing Division) mit einer Vierrunden-Durchschnittszeit von 3:33.04 Min. oder 168.982 mph (271,950 km/h). Die schnellste Runde im Rennen drehte Parnelli Jones (Andy Granatelli) in 54,57 Sekunden (164,926 mph). Das Rennen war der dritte Lauf zur USAC-Saison 1967.

## Ergebnisse

### Startaufstellung
| Reihe | Innen             | Mitte            | Außen            |
| ----- | ----------------- | ---------------- | ---------------- |
| 1     | Mario Andretti    | Dan Gurney       | Gordon Johncock  |
| 2     | A. J. Foyt        | Joe Leonard      | Parnelli Jones   |
| 3     | Lloyd Ruby        | Bobby Unser      | Al Unser         |
| 4     | George Snider     | Jim McElreath    | Bobby Grim       |
| 5     | Art Pollard       | Mel Kenyon       | Wally Dallenbach |
| 6     | Jim Clark         | Ronnie Duman     | Arnie Knepper    |
| 7     | Johnny Rutherford | Cale Yarborough  | Larry Dickson    |
| 8     | Roger McCluskey   | Carl Williams    | Denny Hulme      |
| 9     | Bud Tingelstad    | LeeRoy Yarbrough | Chuck Hulse      |
| 10    | Bob Veith         | Jackie Stewart   | Jerry Grant      |
| 11    | Graham Hill       | Jochen Rindt     | Al Miller II     |

### Schlussklassement
Wetter: stark bewölkt, 13°, später Regen und Abbruch (30. Mai 1967)
| Pos. | Nr. | Name                                                  | Chassis    | Motor           | R | Zeit/Rückstand               | Qualifikation ø 4 Rd. mph | Start |
| ---- | --- | ----------------------------------------------------- | ---------- | --------------- | - | ---------------------------- | ------------------------- | ----- |
| 1    | 14  | A. J. Foyt (W)                                        | Coyote     | Ford            | G | 3:18:24.220 Std. 151,270 mph | 166,289                   | 4     |
| 2    | 5   | Al Unser                                              | Lola T90   | Ford            | F | 198 Rd.                      | 164,594                   | 9     |
| 3    | 4   | Joe Leonard                                           | Lotus 34   | Ford            | G | 197                          | 166,098                   | 5     |
| 4    | 69  | Denis Hulme (R)                                       | Eagle 67   | Ford            | G | 197                          | 163,376                   | 24    |
| 5    | 2   | Jim McElreath                                         | Moore      | Ford            | F | 197                          | 164,241                   | 11    |
| 6    | 40  | Parnelli Jones (W)                                    | Granatelli | Pratt & Whitney | F | 196 (Radlager)               | 166,075                   | 6     |
| 7    | 8   | Chuck Hulse                                           | Lola T90   | Offenhauser     | G | 195 (Unfall)                 | 162,925                   | 27    |
| 8    | 16  | Art Pollard (R)                                       | Gerhardt   | Offenhauser     | F | 195                          | 163,897                   | 13    |
| 9    | 6   | Bobby Unser                                           | Eagle      | Ford            | G | 193                          | 164,752                   | 8     |
| 10   | 41  | Carl Williams                                         | BRP        | Ford            | F | 189 (Unfall)                 | 163,696                   | 23    |
| 11   | 46  | Bob Veith                                             | Gerhardt   | Offenhauser     | G | 189                          | 162,580                   | 28    |
| 12   | 3   | Gordon Johncock                                       | Gerhardt   | Ford            | G | 188 (Unfall)                 | 166,559                   | 3     |
| 13   | 39  | Bobby Grim                                            | Gerhardt   | Offenhauser     | G | 187 (Unfall)                 | 164,084                   | 12    |
| 14   | 10  | Bud Tingelstad                                        | Gerhardt   | Ford            | F | 182 (Unfall)                 | 163,228                   | 25    |
| 15   | 22  | Larry Dickson                                         | Lotus      | Ford            | G | 180 (Unfall)                 | 162,543                   | 21    |
| 16   | 15  | Mel Kenyon                                            | Gerhardt   | Offenhauser     | G | 177 (Unfall)                 | 163,778                   | 14    |
| 17   | 21  | Cale Yarborough                                       | Vollstedt  | Ford            | F | 176 (Unfall)                 | 162,830                   | 20    |
| 18   | 24  | Jackie Stewart                                        | Lola T90   | Ford            | F | 168 (Motor)                  | 164,099                   | 29    |
| 19   | 12  | Roger McCluskey                                       | Eagle      | Ford            | F | 165 (Motor)                  | 165,563                   | 22    |
| 20   | 42  | Jerry Grant                                           | Eagle      | Ford            | G | 162 (Motor)                  | 163,808                   | 30    |
| 21   | 74  | Dan Gurney                                            | Eagle 67   | Ford            | G | 160 (Motor)                  | 167,224                   | 2     |
| 22   | 19  | Arnie Knepper                                         | Cecil      | Ford            | F | 158 (Motor)                  | 162,900                   | 18    |
| 23   | 98  | Ronnie Duman                                          | Shrike     | Offenhauser     | F | 154 (Tank-Probleme)          | 162,903                   | 17    |
| 24   | 48  | Jochen Rindt (R)                                      | Eagle      | Ford-Weslake    | G | 108 (Ventile)                | 163,051                   | 32    |
| 25   | 45  | Johnny Rutherford                                     | Eagle      | Ford            | G | 103 (Unfall)                 | 162,859                   | 19    |
| 26   | 26  | George Snider (30. Mai) abgelöst Lloyd Ruby (31. Mai) | Mongoose   | Ford            | F | 99 (Unfall)                  | 164,256                   | 10    |
| 27   | 67  | LeeRoy Yarbrough (R)                                  | Vollstedt  | Ford            | F | 87 (Unfall)                  | 163,066                   | 26    |
| 28   | 32  | Al Miller                                             | Gerhardt   | Ford            | F | 74 (Öl-Kühler)               | 162,602                   | 33    |
| 29   | 53  | Wally Dallenbach sr. (R)                              | Huffaker   | Offenhauser     | G | 73 (Unfall)                  | 163,540                   | 15    |
| 30   | 1   | Mario Andretti                                        | Hawk II    | Ford            | F | 58 (loses Rad)               | 168,982                   | 1     |
| 31   | 31  | Jim Clark (W)                                         | Lotus 38   | Ford            | F | 35 (Motor)                   | 163,213                   | 16    |
| 32   | 81  | Graham Hill (W)                                       | Lotus 42F  | Ford            | F | 23 (Motor)                   | 163,317                   | 31    |
| 33   | 25  | Lloyd Ruby                                            | Mongoose   | Offenhauser     | F | 3 (Ventile)                  | 165,229                   | 7     |

(W)=früherer Gewinner / (R)=Rookie

### Führungsrunden
| Fahrer         | Team                   | Anzahl |
| -------------- | ---------------------- | ------ |
| Parnelli Jones | Andy Granatelli        | 171    |
| A. J. Foyt     | Ansted-Thompson Racing | 27     |
| Dan Gurney     | All American Racers    | 2      |